# Typhonium wilbertii
Typhonium wilbertii là một loài thực vật có hoa trong họ Ráy (Araceae). Loài này được A.Hay miêu tả khoa học đầu tiên năm 1993.